# Yusef Ouahab
Yusef Ouahab –en árabe, يوسف وهاب– (17 de marzo de 1988) es un deportista argelino que compitió en judo. Ganó una medalla de bronce en el Campeonato Africano de Judo de 2013 en la categoría de –73 kg.

## Palmarés internacional
| Campeonato Africano | Campeonato Africano | Campeonato Africano | Campeonato Africano |
| Año                 | Lugar               | Medalla             | Categoría           |
| ------------------- | ------------------- | ------------------- | ------------------- |
| 2013                | Maputo (Mozambique) | Medalla de bronce   | –73 kg              |